# Теребня
Теребня — деревня в Боровичском муниципальном районе Новгородской области, относится к Волокскому сельскому поселению.
Деревня находится в 3,5 км к северо-востоку от административного центра поселения — деревни Волок.

## История
О древнем заселении здешних мест свидетельствует памятник археологии регионального значения — сопка VIII—X вв. севернее Теребни, на краю парка, площадью 6,7 га, усадьбы сестёр Клот XIX века, который является памятником архитектуры регионального значения.
На момент образования Волокского сельского Совета в 1918 году деревня деревня относилась к Волокской волости Боровичского уезда Новгородской губернии. Население деревни Теребня по переписи населения 1926 года — 137 человек. Затем, с августа 1927 года, деревня в составе Волокского сельсовета новообразованного Боровичского района новообразованного Боровичского округа в составе переименованной из Северо-Западной в Ленинградскую области. По постановлению ЦИК и СНК СССР от 23 июля 1930 года Боровичский округ был упразднён, а район перешёл в прямое подчинение Леноблисполкому. Население деревни Теребня в 1940 году было 110 человек. В 1942 году в деревне Теребня действовал колхоз «Борец». Указом Президиума Верховного Совета СССР от 5 июля 1944 года была образована Новгородская область и Боровичский район вошёл в её состав.
Во время неудавшейся всесоюзной реформы по делению на сельские и промышленные районы и парторганизации, в соответствии с решениями ноябрьского (1962 года) пленума ЦК КПСС «о перестройке партийного руководства народным хозяйством» с 10 декабря 1962 года и сельсовет и деревня вошли в крупный Боровичский сельский район, а 1 февраля 1963 года административный Боровичский район был упразднён, но пленум ЦК КПСС, состоявшийся 16 ноября 1964 года, восстановил прежний принцип партийного руководства народным хозяйством, после чего Указом Верховного Совета РСФСР от 12 января 1965 года сельские районы были преобразованы вновь в административные районы и решением Новгородского облисполкома от 12 января 1965 года и Волокский сельсовет и деревня вновь в Боровичском районе.
После прекращения деятельности Волокского сельского Совета в начале 1990-х стала действовать Администрация Волокского сельсовета, которая была упразднена с 1 января 2006 года на основании постановления Администрации города Боровичи и Боровичского района от 18 октября 2005 года и деревня Теребня, по результатам муниципальной реформы входит в состав муниципального образования — Волокское сельское поселение Боровичского муниципального района (местное самоуправление), по административно-территориальному устройству подчинена администрации Волокского сельского поселения Боровичского района.

## Население
| 1989 | 2002 | 2006 | 2008 | 2009 | 2010 |
| ---- | ---- | ---- | ---- | ---- | ---- |
| 8    | ↘6   | ↗8   | ↗10  | →10  | ↘6   |

По переписи населения 2002 года, в деревне Теребня проживали 6 человек (все русские)

## Инфраструктура
Деревня расположена вдоль автодороги Волок — Лопатьево — Горы — Теребня.